# Pont de l'Europe, Orléans
Pont de l'Europe je ločni most s poševni zategami, ki prečka Loaro med Orléansom, Saint-Jean-de-la-Ruelle na severu in Saint-Pryvé-Saint-Mesmin na jugu, v departmaju Loiret in regiji Center-Val de Loire.
Je peti cestni most v uporabi čez reko Loaro na območju Orléansa; ostali štirje so od gorvodnega proti spodnjemu toku, most René Thinat, most Jurija V., most Maréchal-Joffre (1958) in most na A71. Slovesno so ga odprli 20. novembra 2000 v navzočnosti Lionela Jospina, takratnega predsednika vlade.
Prefinjenost kovinskega loka, nagnjenega na robu krova, eleganca kabelskega vzmetenja, izvirna zasnova njegovih nosilcev, ki podpirajo krov, in glavna vloga, ki jo igra torzija pri splošnem delovanju strukture, so glavni elementi ki označujejo ta objekt.

## Lega
Most je znotraj oboda doline Loare, ki je uvrščena na Unescov seznam svetovne dediščine, dolvodno od mostu Maréchal Joffre in gorvodno od mostu na A71.
Povezuje Quai de la Madeleine na desnem bregu z Rue Deffié in Rue des Hauteslevés na levem bregu.

## Glavne značilnosti
Glavna konstrukcija je dolga 378 metrov. Obsega tri razpone 88,20 m, 201,60 m in 88,20 m. Glavni razpon je s pomočjo 28 parov kablov obešen na poševni lok, ki je na robu krova.
Dve dostopni konstrukciji na obeh straneh visečega razpona omogočata skupno dolžino križanja 470,60 m.
Prečni profil tega objekta obsega štiripasovno vozišče širine 3,50 m in 3,0 m, to je 13 m skupne širine med varnostnimi napravami in dve peš-kolesarski stezi širine 3,50 m.

## Glavni deležniki
- Naročnik: skupnost občin aglomeracije Orleans;
- Vodja projekta: Direktorat za opremo Loiret;
- Oblikovanje: Santiago Calatrava S.A.;
- Preskusi vetra: Danski pomorski inštitut;
- Tehnične študije (projektiranje in konstrukcijska študija): Setec TPI;
- Študije izvedbe (kovina): projektantski biro Greisch, Liège;
- Izvedbene študije (gradbeništvo): EEG / SERF / Sogelerg;
- Nizke gradnje: Sodobna gradbišča;
- Kovinska konstrukcija: kovinska konstrukcija Eiffel; Victor Buyck Steel Construction (Belgija) N.V.;
- Podizvajalec: CAPREMIB S.A.;
- Kontrola del: LRPC Blois in LRPC Nancy

## Dimenzije
- Skupna dolžina jeklene konstrukcije: 470,6 m;
- Dolžina jeklene konstrukcije: 378 m;
- Širina krova: 25,74 m;
- Teža jekla S355 in S460: 5380 ton, vključno s 350 tonami za lok;
- Teža jekla na kvadratni meter krova: 590 kg;
- Količina betona: 9.800 m³;
- Stroški del: 183 milijonov frankov, razdeljeni na: sklop 1 (beton): 79 MF; sklop 2 (kovina): 104 MF;
- Časi izgradnje: 1998-2000.